# Огюст де Форбен
Огюст де Форбен (фр. Auguste de Forbin 19 серпня, 1777 — 23 лютого, 1841) — граф, офіцер, художник-аматор, другий за терміном директор музею Лувр у Парижі.

## Ранні роки
Походив з аристократичної родини. Його рід володів власним замком протягом п'яти століть. Художні здібності виявив рано, за переказами непогано малював раніше, ніж вивчився писати. Як би там не було за легендами, він дійсно цікавився мистецтвом протягом всього свого життя, хоча події бурхливої доби постійно його відволікали від мистецтва. 
Під час революційних заворушень 1793 року у місті Ліон він втратив свого батька та дядька. Тоді ще юнака, його привітав художник Жан-Жак Буассе і прищепив любов до малюнка і мистецтва взагалі. Серед молодих приятелів цього періоду Франсуа Гране, з котрим від брав уроки малювання та живопису у художника-пейзажиста Жана-Антуана Константена (1756-1844). 
Разом із Гране вони захоплювались пейзажами і більша частина творчого доробку обох це пейзажні твори або зображення архітектури.

## Служба і навчання в Парижі
В період перебування у владі Директорії стан справ у Франції став більш спокійним і для аристократів. Огюст де Форбен скористався нагодою і перебрався у Париж. В столиці він брав уроки у художника-пейзажиста Жана-Луї де Марна (1752-1829). Згодом вони поєдналися з Франсуа Гране і обидва стануть учнями у Жака-Луї Давіда, майстерня котрого була найпопулярнішою в тогочасному Парижі. Стилістика класицизму не мала помітного впливу на твори ні в Огюста де Форбена, ні у Франсуа Гране, хоча привчала до ясних і спокійних композицій.
1799 року Огюста де Форбена призвали на військову службу спочатку у 21-й єгерський полк, а потім у 9-й драгунський. Він мимоволі покинув навчання живопису.

## Перебування в Італії
В перші роки 19 ст. Огюст де Форбен відбув у Італію. Північна і центральна Італія були захоплені арміями Наполеона І Бонапарта. Частка французів оселилась в Італії на захоплених територіях (в Мілані мешкав Анрі Бейль, більш відомий як письменник Стендаль). Огюст де Форбен оселився в Римі. Він став наближеною людиною при дворі принцеси Борґезе, якою стала Поліна Бонапарт, після смерті першого чоловіка і одруження з Каміллем Борґезе. 1803 року Оґюст став її камергером, а від 1805 і коханцем. Обоє приїздили у Францію і гостювали в замках де Форбена. Частина приміщень була наново декорована художником-декоратором Франсуа Гране.
У жовтні 1807 року коханці розлучились через охолодження Поліни Бонапарт. Наполеон І розпочав війну за захоплення Португалії. Огюст де Форбен приєднався до армії загарбників і служив при штабі герцога Жюно. Участь у війні за підкорення Португалії владі Наполеона принесла де Форбену орден Почесного легіону. Брав він участь і в австрійській військовій кампанії. 1809 року була складена Шенбруннська мирна угода і де Форбен покинув армію. Він відбув у Італію, де продовжив займатися мистецтвом.

## Посада директора Королівського музею
1814 року він повернувся в Париж. Був свідком поразки Наполеона І Бонапарта і остаточного усунення того від політики на європейському континенті. Він перейшов на бік відновленої у Франції монархії (адже виживати треба за всякого режиму і при можливості зберегти своє майно). В подяку французький аристократ отримав посаду директора Королівського музею, перейменованого з Наполеонівського музею (майбутній музей Лувр.) Огюст де Форбен став другим директором музею. Він сприяв поверненню у Париж і художника та друга дитинства Франсуа Гране. Невдовзі нешляхетний Гране отримав посаду зберігача в музеї.
Сам Огюст де Форбен відновив творчість і створив того ж 1814 року історичну картину «Смерть Плінія».
Призначення Огюста де Форбена на посаду директора слід визнати доволі вдалим, адже художник на цій посаді краще за чиновника, котрому байдуже яке крісло отримати, аби платили гроші. Огюст де Форбен збільшував Королівський музей експонатами, а також наказав віддати приміщення порожнього Люксембурзького палацу під виставки ще живих художників. Серед надбань музею — старожитності Леванта та придбання 1820 року до збірок скульптури Венери Мілоської, знайденої на землях тодішньої Турецької імперії і не потрібної мусульманській державі.
Художник Давід, що голосував за страту короля Франції, при новому королі підлягав довічному засланню з Франції. І він покинув Париж. Огюст де Форбен згадав про те, що навчався в майстерні Жака-Луї Давіда. Саме за його директорства до музею придбали «Сабінянок, що припиняють війну між римлянами та сабінянами» та «Леоніда при Фермопілах», твори пізнього, ампірного періоду засланого Жака-Луї Давіда.
Представник реалістичного напрямку в мистецтві, Огюст де Форбен тривалий час наполягав, щоби до музею придбали скандальну на той час картину Теодора Жеріко «Пліт Медузи», котра викривала бездіяльність державних структур, що не розробили рятувальних заходів для потерпілих французів з човна «Медуза». Врешті решт картину «Пліт Медузи» вдалося придбати за 6000 франків за допомоги Дедре-Дорсі, друга художника Жеріко.

## Останні роки в Парижі
Ще 1828 року він переніс інсульт, котрий мав ускладнення, котрі не пройшли до останніх днів його життя. Тим не менше він не припиняв працю. 1841 року інсульт повторився, був параліч і в лютому того ж року він помер. Поховання відбулося на цвинтарі св. Петра в місті Екс-ан-Прованс.

## Обрані твори (галерея)

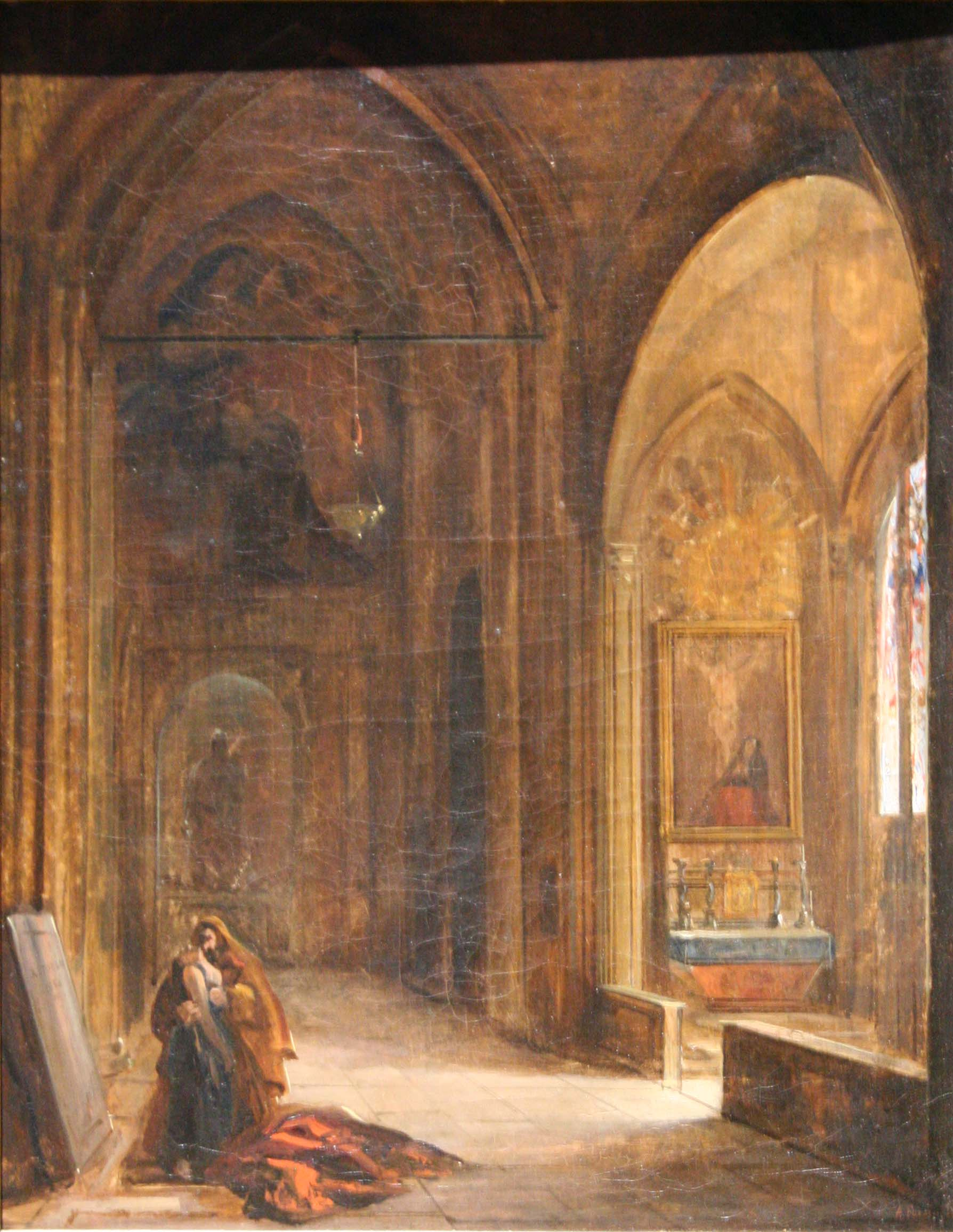
Огюст де Форбен. «Інтер'єр готичної церкви», 1838 р.
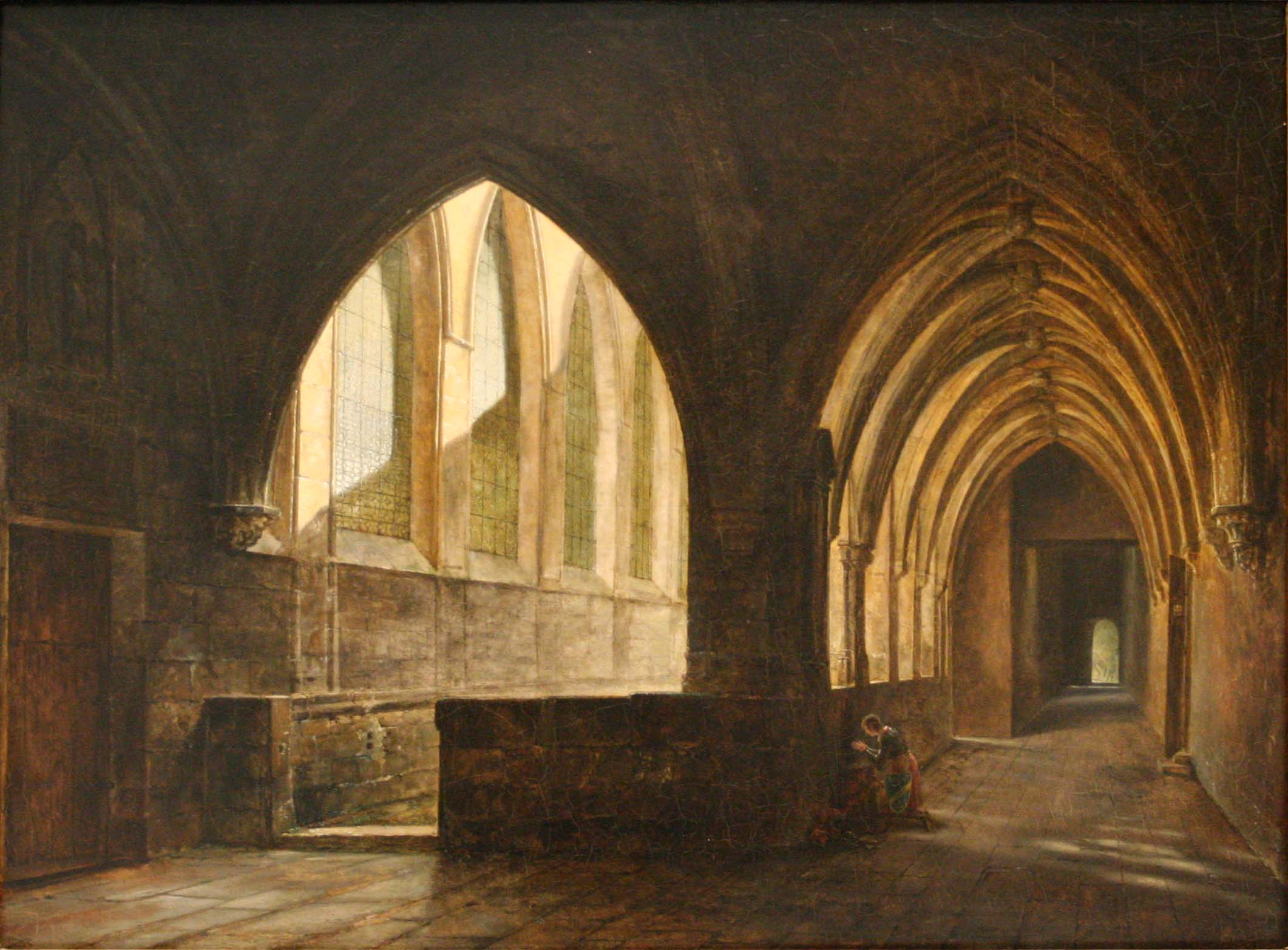
Огюст де Форбен. «Церква Сен Север», 1831 р.
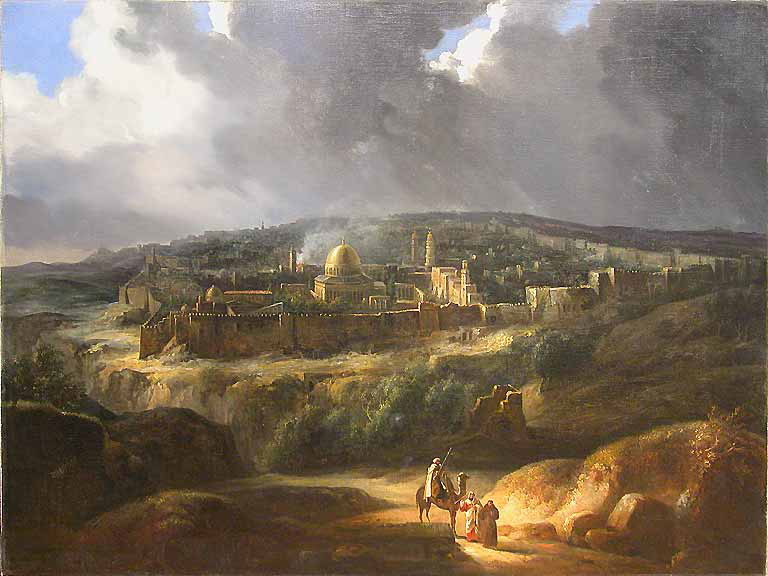
Огюст де Форбен. «Краєвид з Єрусалимом», 1831 р.
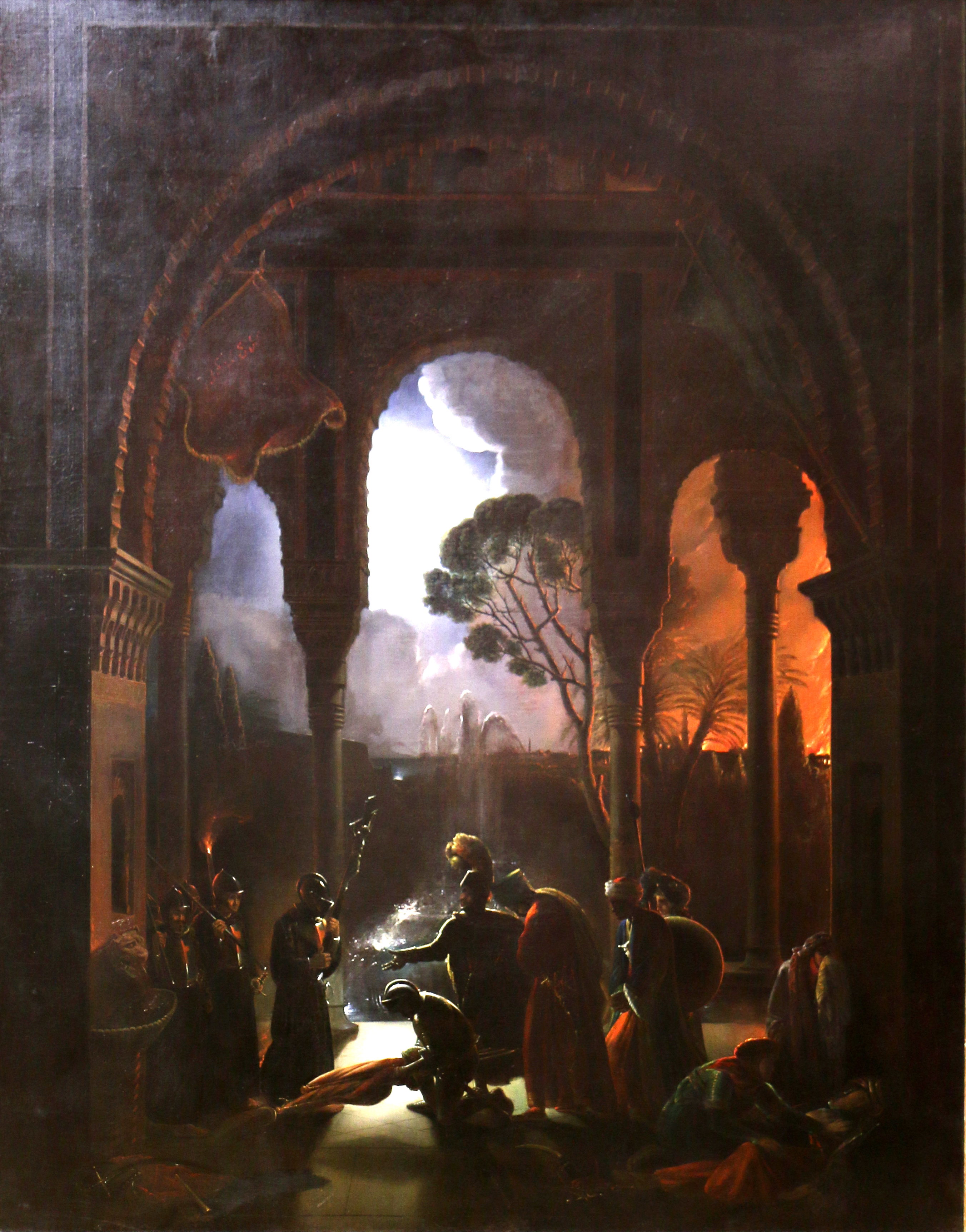
Огюст де Форбен. «Полководець Гонсало Фернандес да Кордова захопив Альгамбру в місті Гранада», 1831 р., Музей Гране.